# Oligembia peruviana
Oligembia peruviana is een insectensoort uit de familie Teratembiidae, die tot de orde webspinners (Embioptera) behoort. De soort komt voor in Peru.
Oligembia peruviana is voor het eerst wetenschappelijk beschreven door Ross in 1944.